# Inwood (Iowa)
Inwood è un comune degli Stati Uniti d'America, situato nello Stato dell'Iowa, nella contea di Lyon.